# Telestula verseveldti
Telestula verseveldti is een zachte koraalsoort uit de familie Clavulariidae. De koraalsoort komt uit het geslacht Telestula. Telestula verseveldti werd in 1990 voor het eerst wetenschappelijk beschreven door Weinberg. 